# Ånsta socken
Ånsta socken i Närke ingick i Örebro härad, uppgick 1943 i Örebro stad och området är sedan 1971 en del av Örebro kommun, från 2016 inom Längbro distrikt.
Socknens areal var 19,04 kvadratkilometer land. År 1933 fanns här 922 invånare. Den gamla sockenkyrkan Ånsta kyrka revs på 1500-talet låg på kullen vid Nasta-Aspholmens industriområde. Efter dess fungerade kyrkor inne i Örebro som sockenkyrka.

## Administrativ historik
Ånsta socken har medeltida ursprung.
Den 1 januari 1936 (enligt beslut den 16 januari 1935) överfördes lägenheten Ängsbrotegen med en areal av 0,02 km² från Ånsta till Vintrosa socken.
Vid kommunreformen 1862 övergick socknens ansvar för de kyrkliga frågorna till Ånsta församling och för de borgerliga frågorna till Ånsta landskommun. Landskommunen inkorporerades 1943 i Örebro stad som 1971 ombildades till Örebro kommun. Församlingen uppgick 1954 i Längbro församling.
1 januari 2016 inrättades distriktet Längbro, med samma omfattning som Längbro församling hade 1999/2000, och vari detta sockenområde ingår.
Socknen har tillhört fögderier, tingslag och domsagor enligt vad som beskrivs i artikeln Närke. De indelta soldaterna tillhörde Närkes regemente, Örebro kompani och Livregementets husarkår, Örebro skvadron.

## Geografi
Ånsta socken låg söder om Örebro stad och söder om Svartån. Socknen var en slättbygd.
I norr gränsade den till Gräve socken och Längbro socken med Svartån som gränslinje, i söder till Mosjö och Täby socken, i väster till Vintrosa socken och i öster till Örebro stad. 
Större gårdar var Bista, idag ett industriområde i Örebro; Nasta, med både villa- och industribebyggelse, samt Vittvång.
Inom socknens norra delar fanns för länge sedan viss industriverksamhet. Vid Snavlunda fanns det mjöl- och sågkvarnar och en stångjärnshammare på 1600-talet. Vid Borrarebacken fanns ett gevärsfaktori.

## Fornlämningar
Gravrösen och gravhögar från järnåldern är funna.

## Namnet
Ånsta skrevs 1279 som Unastum och innehåller i förleden mansnamnet Une efterleden är sta(d), 'ställe, plats'.. 

## Befolkningsutveckling
| Befolkningsutvecklingen i Ånsta socken 1860–1940                                                        | Befolkningsutvecklingen i Ånsta socken 1860–1940 | Befolkningsutvecklingen i Ånsta socken 1860–1940 | Befolkningsutvecklingen i Ånsta socken 1860–1940 | Befolkningsutvecklingen i Ånsta socken 1860–1940 |
| --- | ------------------------------------------------ | ------------------------------------------------ | ------------------------------------------------ | ------------------------------------------------ |
| |                                                  |                                                  |                                                  |                                                  |
| År |                                                  |                                                  | Folkmängd                                        |                                                  |
| 1860 | 1860                                             |                                                  | 771                                              |                                                  |
| 1870 | 1870                                             |                                                  | 683                                              |                                                  |
| 1880 | 1880                                             |                                                  | 701                                              |                                                  |
| 1890 | 1890                                             |                                                  | 611                                              |                                                  |
| 1900 | 1900                                             |                                                  | 604                                              |                                                  |
| 1910 | 1910                                             |                                                  | 658                                              |                                                  |
| 1920 | 1920                                             |                                                  | 826                                              |                                                  |
| 1930 | 1930                                             |                                                  | 920                                              |                                                  |
| 1940 | 1940                                             |                                                  | 949                                              |                                                  |
| Anm: Källor: Umeå universitet - Tabellverket 1749-1859, Demografiska databasen, CEDAR, Umeå universitet |                                                  |                                                  |                                                  |                                                  |